# Norme équivalente
En mathématiques et plus précisément en analyse fonctionnelle, deux normes équivalentes sont deux normes sur un même espace vectoriel E pour lesquelles les topologies induites sur E sont identiques. Cette relation d'équivalence sur l'ensemble des normes sur E traduit l'équivalence des distances associées. Pour des distances associées à des normes, les diverses notions d'équivalence de distances coïncident. Ainsi, si deux normes sont équivalentes alors l'uniforme continuité d'une application de E dans un espace métrique, ou le fait qu'une suite soit de Cauchy pour une norme, implique cette propriété pour l'autre.

## Définitions
Soient N1 et N2 deux normes sur un même espace vectoriel E non nul.
Définitions — 
- N1 est plus fine que N2 s'il existe un réel C tel que{\displaystyle \forall x\in E\quad N_{2}(x)\leq CN_{1}(x)}.
- N1 et N2 sont équivalentes si chacune est plus fine que l'autre.

La définition de « N1 est plus fine que N2 » revient à dire que l'application linéaire identité de E est C-lipschitzienne de (E, d1) dans (E, d2), où les dk sont les distances associées aux Nk. Dans cette définition, le réel C est automatiquement strictement positif (puisqu'une norme est à valeurs positives et vérifie la séparation) donc l'équivalence des deux normes se traduit par l'existence de deux réels c et C strictement positifs tels que :
Trivialement, « est plus fine que » définit sur l'ensemble des normes sur E un préordre, dont la relation d'équivalence associée est l'équivalence de normes.

## Propriétés
L'équivalence des normes correspond, par la définition ci-dessus, à l'équivalence au sens de Lipschitz des distances associées. Mais dans le cas de distances associées à des normes, cette notion la plus forte d'équivalence de distances équivaut à la plus faible : l'équivalence topologique. En effet :
Proposition 1 — 
- N1 est plus fine que N2 si (et seulement si) la topologie qu'elle induit sur E est plus fine que celle induite par N2.
- N1 et N2 sont équivalentes si (et seulement si) elles induisent la même topologie sur E.

Puisque la continuité uniforme est une notion intermédiaire entre la continuité simple et la propriété de Lipschitz, l'équivalence uniforme des distances est une notion intermédiaire entre l'équivalence topologique et l'équivalence de Lipschitz. Il résulte immédiatement de la proposition 1 que pour des distances associées à des normes, ces trois notions d'équivalence coïncident, et plus précisément :
Proposition 2 — 
- N1 est plus fine que N2 si (et seulement si) l'application identité, de (E, d1) dans (E, d2), est uniformément continue.
- N1 et N2 sont équivalentes si (et seulement si) elles induisent la même structure uniforme sur E.

Par ailleurs, on déduit directement de la définition que si deux normes sur E sont équivalentes :
- si une suite dans E est de Cauchy (resp. convergente) pour l'une alors elle l'est pour l'autre ;
- si E est complet pour l'une alors il est complet pour l'autre ;
- si une fonction de E dans un espace métrique — ou d'un espace métrique dans E — est uniformément continue (resp. lipschitzienne) pour l'une alors elle l'est pour l'autre ;
- en particulier, chacune des deux normes est lipschitzienne de E dans ℝ lorsque E est muni de l'autre norme.

## Exemples
- Toutes les normes d'un espace vectoriel réel de dimension finie sont équivalentes. Il n'existe donc qu'un seul espace vectoriel normé de dimension finie n, à isomorphisme près : l'espace euclidien de dimension n. Comme un espace vectoriel complexe normé de dimension n est aussi un espace vectoriel réel normé de dimension 2n, toutes les normes d'un espace vectoriel complexe de dimension finie sont, elles aussi, équivalentes.
- Si N1, … , Nn sont des semi-normes sur un espace vectoriel réel E alors, pour tout p ∈ [1, +∞], on peut définir une semi-norme Mp sur E en posant :{\displaystyle M_{p}(x)=\|(N_{1}(x),\ldots ,N_{n}(x))\|_{p}},où ║ ║p désigne la norme p sur ℝn. Si l'une des semi-normes Mp est une norme (par exemple si N1 est une norme) alors les autres aussi, et il résulte du point précédent que toutes ces normes Mp sont équivalentes.
- D'après le théorème de Banach-Steinhaus, si un espace vectoriel réel est complet pour deux normes comparables alors ces normes sont équivalentes.
- Sur un espace vectoriel réel de dimension infinie ℝ(X), les diverses normes induites par les inclusions de ℝ(X) dans les espaces ℓp(X) pour 1 ≤ p ≤ ∞ sont deux à deux non équivalentes.

## Référence
Haïm Brezis, Analyse fonctionnelle : théorie et applications [détail des éditions]